# 雫石隆孝
雫石 隆孝（しずくいし たかよし、1900年2月26日 - 1988年12月23日）は、日本の銀行家。岩手県出身。

## 経歴
1926年に東京帝国大学経済学部を卒業。渋沢倉庫、地方事務官、岩手県出納長を経て、1947年10月に岩手銀行頭取に就任。1973年12月には会長に就任し、1977年12月に取締役を経て、1979年12月には相談役に退いた。
1978年4月に勲四等旭日小綬章を受章。
1988年12月23日急性肺炎のために死去。88歳没。